# 日本の心理学に関する資格一覧
日本の心理学に関する資格一覧（にほんのしんりがくにかんするしかくいちらん）は、日本国内で認定または発行されている、心理士、心理カウンセラー、心理セラピストなどの心理学に関する資格の一覧である。

## 分類について
資格の分類に当たっては、学術研究活動を主たる目的とするなどの一定の要件を満たし、政府諮問機関である日本学術会議から「日本学術会議協力学術研究団体」として指定を受けている学会からの認定であるか否かを分けるとともに、大学・大学院や公的機関が教育に関わる資格については特にまとめ、また中央省庁が所管する資格についてはその旨を注記する。

## 国家資格
- 公認心理師 - 日本初の心理職国家資格で、心理師と記載できる唯一の資格となる。「公認心理師法」は2015年9月に可決成立、2017年度施行。文部科学省・厚生労働省共管。
- キャリア・コンサルタント - キャリアカウンセラーと呼ばれていたが、職業能力開発促進法の改正により2016年4月に国家資格キャリアコンサルタントとなる。就職支援などが中心で心理職として扱われることは少ないが、カウンセリング技法・発達などの心理学の知識が問われる。厚生労働省所管[2]、キャリアコンサルティング協議会[3]が実施。

## 大学・大学院・高等教育機関の資格
| 名称                   | 認定機関                                       | 活動領域                                                          | 養成課程                                                              | 学歴制限 | 試験 | 臨床実務訓練 |
| ---------------------- | ---------------------------------------------- | ----------------------------------------------------------------- | --------------------------------------------------------------------- | --- | ---- | ------------ |
| 臨床心理士             | 日本臨床心理士資格認定協会 ※公的資格           | 教育・教養 保健・衛生 福祉・医療 司法・法務 経営・労務 学術・研究 | 専門職大学院などの 臨床心理士指定大学院                               | 臨床心理学系修士号取得者、 または医師免許取得者 | 有   | 必須         |
| 学校心理士             | 学校心理士認定運営機構 ※民間資格               | 教育・教養                                                        | 学校心理学系研究科、 または教育学部など                               | 学校心理学系学士号取得者 | 有   | 必須         |
| 臨床発達心理士         | 臨床発達心理士認定運営機構 ※民間資格           | 教育・教養 福祉・医療                                             | 発達心理学系研究科、 または臨床発達心理士認定運営機構指定科目講座など | 発達心理学系学士号取得者、 または同短期大学士号取得者（短期大学）、 または同専門士号取得者（専門学校） ※大学院にて指定科目を履修していない場合、 上記に加え臨床経験及び報告書提出が必要となる        | 有   | 必須         |
| ガイダンスカウンセラー | 日本スクールカウンセリング推進協議会 ※民間資格 | 教育                                                              | 大学院修士課程                                                        | 心理学系修士号取得者、 ガイダンスカウンセリングに関連した業務に3年以上就いた者、 教員免許状を有する者。 上記の要件を全て満たしているもの。 ※スクールカウンセラー等は別途文部科学省の任用規定による。 | 有   | 必須         |
| 認定心理士             | 日本心理学会 ※民間資格                         | 学術・研究                                                        | 心理学部など                                                          | 心理学系学士号取得者。履修科目などの書類審査。 傘下の心理系学会が学位とは無関係に心理士資格を乱立させたために設けた心理士資格                                                                        | 無   | 不要         |
| 産業カウンセラー       | 日本産業カウンセラー協会 ※民間資格             | 経営・労務                                                        | 養成講座／通信講座                                                    | 7ヶ月間の養成講座（講座数は約20回）、 または通信講座を受講すれば学歴不問 | 有   | 不要         |

## 学会認定の民間資格
- 日本学術会議に属する心理学関連の学会のうち、何らかの資格を発行する学会の資格名称と学会名称。学会として専門家育成を企図するものから、受講条件を問わない実質的な「学会商法」まで、内容は幅広い。

| 名称                                                               | 認定学会                 |
| ------------------------------------------------------------------ | ------------------------ |
| EMDR臨床家資格                                                     | 日本EMDR学会             |
| 応用心理士                                                         | 日本応用心理学会         |
| 音楽療法士                                                         | 日本音楽療法学会         |
| 認定カウンセラー 准認定カウンセラー                                | 日本カウンセリング学会   |
| 大学カウンセラー 学生支援士                                        | 日本学生相談学会         |
| 家族相談士 家族心理士                                              | 日本家族心理学会         |
| 芸術療法士                                                         | 日本芸術療法学会         |
| 陶芸療法士                                                         | 日本陶芸療法士協会       |
| 健康心理士                                                         | 日本健康心理学会         |
| 交通心理士                                                         | 日本交通心理学会         |
| 行動療法士 専門行動療法士                                          | 日本行動療法学会         |
| 交流分析士                                                         | 日本交流分析学会         |
| 催眠技能士                                                         | 日本催眠医学心理学会     |
| 医療心理士                                                         | 日本心身医学会           |
| 選択理論心理士                                                     | 日本選択理論心理学会     |
| 福祉心理士                                                         | 日本福祉心理学会         |
| ブリーフセラピスト ブリーフコーチ                                  | 日本ブリーフセラピー協会 |
| 臨床催眠資格                                                       | 日本臨床催眠学会         |
| 臨床動作士                                                         | 日本臨床動作学会         |
| メンタルケア心理士 メンタルケア心理専門士 メンタルケアカウンセラー | メンタルケア学術学会     |

## 民間法人・団体認定の民間資格
- 日本学術会議から指定を受けていない団体（非公的学会）、またはその他の団体が独自発行する資格。各発行団体と提携した資格スクールなどが、セミナーや通信教育・在宅教育などの資格講座を商品展開している。

| 名称                                                                                       | 発行団体                                                 |
| ------------------------------------------------------------------------------------------ | -------------------------------------------------------- |
| 生殖心理カウンセラー がん・生殖医療専門心理士                                              | 日本生殖心理学会                                         |
| REBT心理士                                                                                 | 日本人生哲学感情心理学会                                 |
| 自閉症スペクトラム支援士など                                                               | 日本自閉症スペクトラム学会                               |
| 認定心理療法士                                                                             | 日本ユング心理学会                                       |
| ビジネス心理マスター                                                                       | 日本ビジネス心理学会                                     |
| 心理カウンセラー                                                                           | 総合福祉カウンセリングセンター                           |
| 家族コンサルタント 認定カウンセラー 心理療法士                                             | 日本アドラー心理学会                                     |
| アドラーカウンセラーなど                                                                   | ヒューマンギルド                                         |
| 特別支援教育士                                                                             | 特別支援教育士資格認定協会                               |
| 認定カウンセラー                                                                           | 日本カウンセリングセンター                               |
| メンタル心理カウンセラー 産業心理カウンセラー 家族療法カウンセラー など多数                | 日本能力開発推進協会                                     |
| 学童心理福祉士など                                                                         | 日本福祉財団                                             |
| 精神対話士                                                                                 | メンタルケア協会                                         |
| 認定心理カウンセラーなど                                                                   | 関西カウンセリングセンター                               |
| プロフェッショナル心理カウンセラー                                                         | 全国心理業連合会                                         |
| 子育て心理カウンセラー                                                                     | 日本子育て心理カウンセラー協会                           |
| メンタル心理士                                                                             | 日本学習事業会                                           |
| 認定メンタルデザイナー                                                                     | 日本生涯教育協会                                         |
| 心理カウンセラー メディカルカウンセラーなど                                                | 日本プロカウンセリング協会                               |
| 心理療術師など                                                                             | 東日本療術師協会                                         |
| ひきこもり支援相談士 不登校訪問専門員                                                      | ひきこもり支援相談士認定協議会                           |
| 認定カウンセラーなど                                                                       | メンタルヘルス協会                                       |
| コーチング心理士など                                                                       | コーチング心理学協会                                     |
| NLPプラクティショナーなど                                                                  | 米国NLP協会 全米NLP協会 日本NLP協会 など多数             |
| CEAP（国際EAPコンサルタント）                                                              | 国際EAP協会 日本EAP協会 EAPコンサルティング普及協会 など |
| EAPメンタルヘルスカウンセラー                                                              | EAPメンタルヘルスカウンセリング協会                      |
| 認定カウンセラー                                                                           | 大阪ワンネス人材育成機構                                 |
| 認定カウンセラー                                                                           | カウンセラー認定協会                                     |
| 心理カウンセラー ビジネスカウンセラー メールカウンセラーなど                               | キャリア戦略研究機構                                     |
| コア心理カウンセラーなど                                                                   | コアカウンセリング支援協会                               |
| 心理カウンセラー                                                                           | 国民健康支援協会                                         |
| 認定カウンセラーなど                                                                       | 職業技能専門教育研究機構                                 |
| メンタルケアアドバイザーなど                                                               | セルフ・カウンセリング普及協会                           |
| 認定カウンセラーなど                                                                       | 中央カウンセリング研究所                                 |
| 心理カウンセラーなど                                                                       | 日本カウンセラー連盟                                     |
| カウンセリング心理士など                                                                   | 日本カウンセリング心理学協会                             |
| 認定心理カウンセラー 認定交流分析療法士など                                                | 日本カウンセリング普及協会                               |
| 教育カウンセラーなど                                                                       | 日本教育カウンセラー協会                                 |
| 交流分析士など                                                                             | 日本交流分析協会                                         |
| 臨床催眠療法士                                                                             | 日本催眠療法協会                                         |
| 交流分析心理カウンセラー コミュニケーション心理士 チャイルドセラピストなど                 | 日本心理療法士協会                                       |
| 認定セラピストなど                                                                         | 日本セラピーセンター                                     |
| 認定心理カウンセラー 認定アサーションアドバイザーなど多数                                  | 日本優良セラピスト支援連盟                               |
| 認定臨床心理カウンセラー 認定臨床心理療法士 催眠心理セラピストなど                         | 日本臨床心理カウンセリング協会                           |
| 家族関係心理士                                                                             | ファミリーカウンセリングサービス                         |
| 心理カウンセラー                                                                           | NPO法人ハーティ                                          |
| 認知行動療法士 心理カウンセラー メンタルトレーナー 脳活性トレーナー SNS&メールカウンセラー | 日本推進カウンセラー協会                                 |
| プロカウンセラー 医療・福祉カウンセラー メールカウンセラーなど多数                         | アイディアヒューマンサポートサービス                     |
| 認定カウンセラー                                                                           | 日本応用カウンセリング審議会                             |
| メンタル心理カウンセラーなど                                                               | キャリアカレッジジャパン                                 |
| 心理カウンセラーなど                                                                       | 九州心理カウンセリング学院                               |
| アートワークセラピストなど                                                                 | クエスト総合研究所                                       |
| 心理療法カウンセラー 訪問心理療法士など                                                    | 全国webカウンセリング協議会                              |
| ワンマンカウンセラーなど                                                                   | 全日本カウンセラー協会ポルソナーレ                       |
| カウンセラーなど                                                                           | 全日本カウンセリング協議会                               |
| メンタルケアセラピストなど                                                                 | 全国教育振興会（2008年に倒産）                           |
| 心理カウンセラー ホリスティック心理カウンセラーなど                                        | TAO心理カウンセリング学院                                |
| 心理カウンセラーなど                                                                       | 東京メンタルヘルス                                       |
| 認定カウンセラー                                                                           | トータルアメニティクリエイション                         |
| 認定臨床心理療法士 認定臨床心理カウンセラーなど                                            | 日本カウンセラー学院                                     |
| 認定カウンセラー                                                                           | 日本カウンセラー協会                                     |
| 心理検査士                                                                                 | 日本教育評価研究会                                       |
| 認定社会メンタルヘルスケアカウンセラー                                                     | 日本社会心理ケア協会                                     |
| 心理ケア技能士                                                                             | 日本心理ケア協会                                         |
| 認定カウンセラー 認定セラピスト                                                            | 日本心理セラピスト協会                                   |
| 心療カウンセラー                                                                           | 日本代替医療協会                                         |
| 実践心理士 統合心理士など                                                                  | 日本統合心理学院                                         |
| メンタルヘルスカウンセラーなど                                                             | 日本トータルカウンセリングセンター                       |
| 認定カウンセラーなど                                                                       | 日本マイクロカウンセリング協会                           |
| 基礎心理カウンセラー 公認心理カウンセラーなど                                              | 日本メンタルヘルス協会                                   |
| 色彩芸術心理療法士など                                                                     | バリオ・トータル・ファシリテート                         |
| メンタルヘルス支援士など                                                                   | 人間力認定協会                                           |
| 総合心理士 認定心理カウンセラー マインドリーディングなど                                   | MINDカウンセリング                                       |
| ポジティブ心理カウンセラー ポジティブキャリアカウンセラー                                  | ポジティブ心理カウンセラー協会                           |
| メンタル士心理カウンセラー チャイルド心理カウンセラー など多数                             | 日本メディカル心理セラピー協会                           |
| メンタル心理インストラクターなど                                                           | 日本インストラクター技術協会                             |

## 資格名と類似したもの・混同されやすいもの

### 職業名
| 名称                          | 概説 |
| ----------------------------- | --- |
| スクールカウンセラー          | 教育機関において心理相談業務に従事する心理職専門家の職業名。 文部科学省の任用規程は「公認心理師」「臨床心理士」「精神科医」「大学教員」が資格要件。 |
| 学校カウンセラー              | 上記のスクールカウンセラーの俗称。 名称上、「学校心理士」と混同される場合がある。 |
| スクールアドバイザー          | スクールカウンセラーと同じく、教育機関において心理相談業務に従事する心理職専門家の職業名。 文部科学省主導事業のスクールカウンセラーに対し、スクールアドバイザーは各地方自治体・教育委員会主導事業である。 スクールカウンセラーに準拠し、「臨床心理士」「精神科医」「大学教員」などの高度な心理職専門家人材が資格要件。 |
| 心理相談員                    | 中央労働災害防止協会が主催する3日間の「心理相談専門研修（心理相談員養成研修）」を受講する。学歴不問。 但し事前に他の資格を取得や実務経験を得ることが必要になる。 |
| 企業内カウンセラー            | 産業・労働分野において心理相談業務に従事する心理職専門家の職業名。 名称上、「産業カウンセラー」と混同される場合がある。 「精神科医」や「臨床心理士」などの外部心理職専門家が、従業員支援プログラムなどにおいて各企業・事業場内に参画している。                                                                         |
| 心理療法士                    | 心理療法業務を行う者の総称。「心理セラピスト」と同義。 名称上、「理学療法士」や「作業療法士」などの資格名と混同される場合があるが、資格名ではない。 主に医療機関や大学附属心理相談機関などの専門家相談機関における心理職メディカルスタッフを指し、「臨床心理士」有資格者が多い。                                       |
| 心理カウンセラー カウンセラー | 精神心理的な相談援助（＝心理カウンセリング）を行う者の総称。 多分野で用いられる呼称のため、「臨床心理士」などの有資格者だけでなく、無資格者も混在している。 |

### 任用資格名
| 名称       | 概説 |
| ---------- | --- |
| 心理判定員 | 福祉関連の行政機関における公務員心理職の任用資格名。 旧来は上級地方公務員の行政職としての採用が多かったが、近年は免許資格職としての別途採用が増加しており、「臨床心理士」有資格者が多い。                                                 |
| 児童心理司 | 上記の心理判定員の中で、特に児童相談所における公務員心理職の任用資格名。 旧来は他の行政機関と同じく「心理判定員」と呼ばれていたが、2005年の厚生労働省による児童相談所運営指針の改正に伴い、「児童心理司」の呼称が用いられるようになった。 |

### 検定名
| 名称                             | 主催団体                   | 備考                                                                                          |
| -------------------------------- | -------------------------- | --------------------------------------------------------------------------------------------- |
| 心理学検定                       | 日本心理学諸学会連合       | 「認定心理士」有資格者は、いくつかの出題領域に合格すれば自動的に「心理学検定1級」が取得できる |
| メンタルヘルス・マネジメント検定 | 大阪商工会議所             |                                                                                               |
| こころ検定                       | 一般財団法人日本こころ財団 | 2級以上合格者はメンタルケア心理士などメンタルケア学術学会認証の資格申請ができる               |

### 他職種・隣接職種
| 名称           | 概説 |
| -------------- | --- |
| 臨床検査技師   | 臨床検査技師は、主に検体検査（血液検査・尿検査など）や生理検査（脳波検査・心電図検査など）を行うことを専門とする技術者（技師）である。 ※「臨床検査」という名称上、心理検査も業務に含む者と誤解される場合があるが、心理検査は専門外。 |
| 精神保健福祉士 | 「精神保健福祉士」は、主に精神障害者の生活面・経済面などに関して、精神医学や精神保健の領域を軸に、社会福祉を基盤とした社会保障・生活保護提供などを含めた自立支援相談・福祉生活相談を行うことを専門とする福祉職（ソーシャルワーカー／ケースワーカー）である。日常生活に必要な訓練、SSTや認知行動療法、作業療法、デイケア、カウンセリングなどを行う。 |